# 肉巻きおにぎり

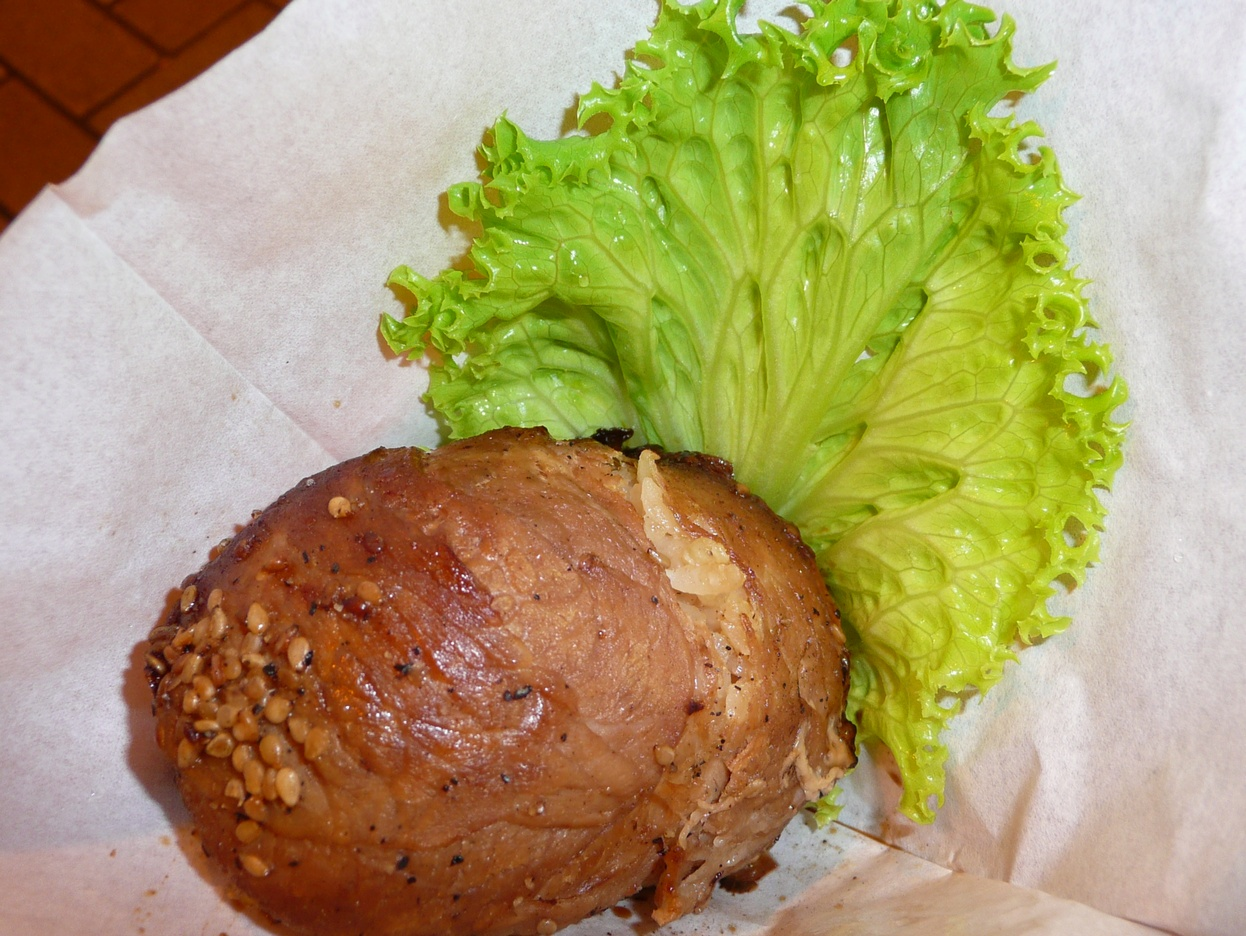
元祖にくまき本舗の肉巻きおにぎり

肉巻きおにぎり（にくまきおにぎり）は、豚肉を醤油ベースのタレに漬け込み、ご飯に巻きオーブンでじっくり焼いたおにぎりの一種。レタスで巻いて供される。宮崎県発祥のご当地ファーストフード（B級グルメ）である。熊本という説もある。

## 歴史
1997年11月に宮崎市で開業した「とりあえず本舗」（後に「にくまき本舗」に改称）が発祥。原型は同社代表の山口信一が、1992年に宮崎市西橘通り（ニシタチ）にて経営していた居酒屋「雑食堂」で、賄い料理として出されたもの。これを常連客へ提供したところたちまち人気を集めたため、宮崎に店舗を開店。東京、名古屋、大阪、福岡に相次いで出店し、B級グルメとしてテレビ番組で取り上げられたこともあり、全国的に知名度を高めた。
当初、元祖にくまき本舗のものは三角形のおにぎりを使用していたが、食べやすくするために俵型に変更し、これが定着した。
2013年1月11日、「元祖にくまき本舗」が破産申請の準備に入ったと東京商工リサーチ宮崎支店が発表した。
2021年時点で発祥である「元祖にくまき本舗」は、「株式会社Soul Foods Company」が運営している。
宮崎県産のブランド豚「お米豚」、宮崎県産「ひのひかり」を使用し、再ブランディングを行っている。
2022年1月に、おにぎりの中まで味が染みないという長年の決定を改良した「タレ付」を販売
かつてのにくまきブーム再燃に向け、FC店舗の加盟店の募集も開始している

## 種類
2022年1月に、おにぎりの中まで味が染みないという長年の欠点を改良した「タレ付」を販売
ひとくち食べておにぎりの部分にタレをかけて食べるスタイル
他にも、タルタル、ゆず胡椒、うめソース、コチュジャン味、チーズなど種類が豊富
お土産用に、3個〜6個入りの箱入りもある

## 類似の料理
宮崎県外の地域で、類似のものがご当地グルメとして定着している例も見られる。
- 豊後の肉巻きめし - 大分県豊後高田市

大阪ガスのレシピの様に牛肉を用いるが、さらにレタスを巻く点では宮崎のものに似る。昭和の町の金岡健康市場などで販売。
- 桑名流！しぐれ肉巻きおにぎり - 三重県桑名市

しぐれ肉巻きおにぎりとも略され、「くわなめしグランプリ」で2010年に誕生。時雨あさりをまぜたご飯を用い、豚肉を巻いて焼き、サラダ菜で巻く。桑名市内で定着している。